# Bohodariwka (rejon kamieński)
Bohodariwka (ukr. Богодарівка) – wieś na Ukrainie, w obwodzie dniepropetrowskim, w rejonie kamieńskim, w hromadzie Wierchniednieprowsk. W 2001 roku liczyła 522 mieszkańców.
W 2024 roku zmieniono nazwę miejscowości z Persze Trawnia na Bohodariwka.